# Inia
Inia is een geslacht uit de familie Orinocodolfijnen, die vallen onder de superfamilie rivierdolfijnen. Er bestaan onder dit geslacht 4 soorten, waaronder de Orinocodolfijn. De soorten van dit geslacht zijn te vinden in rivieren in Zuid-Amerika.

## Soorten
Er worden 4 soorten in het geslacht geplaatst:
- Inia araguaiaensis Hrbek et al., 2014
- Inia boliviensis D'Orbingy, 1834
- Inia geoffrensis (Orinocodolfijn) (Blainville, 1817)
- Inia humboldtiana Pilleri & Gihr, 1978